# Царская игра Ура

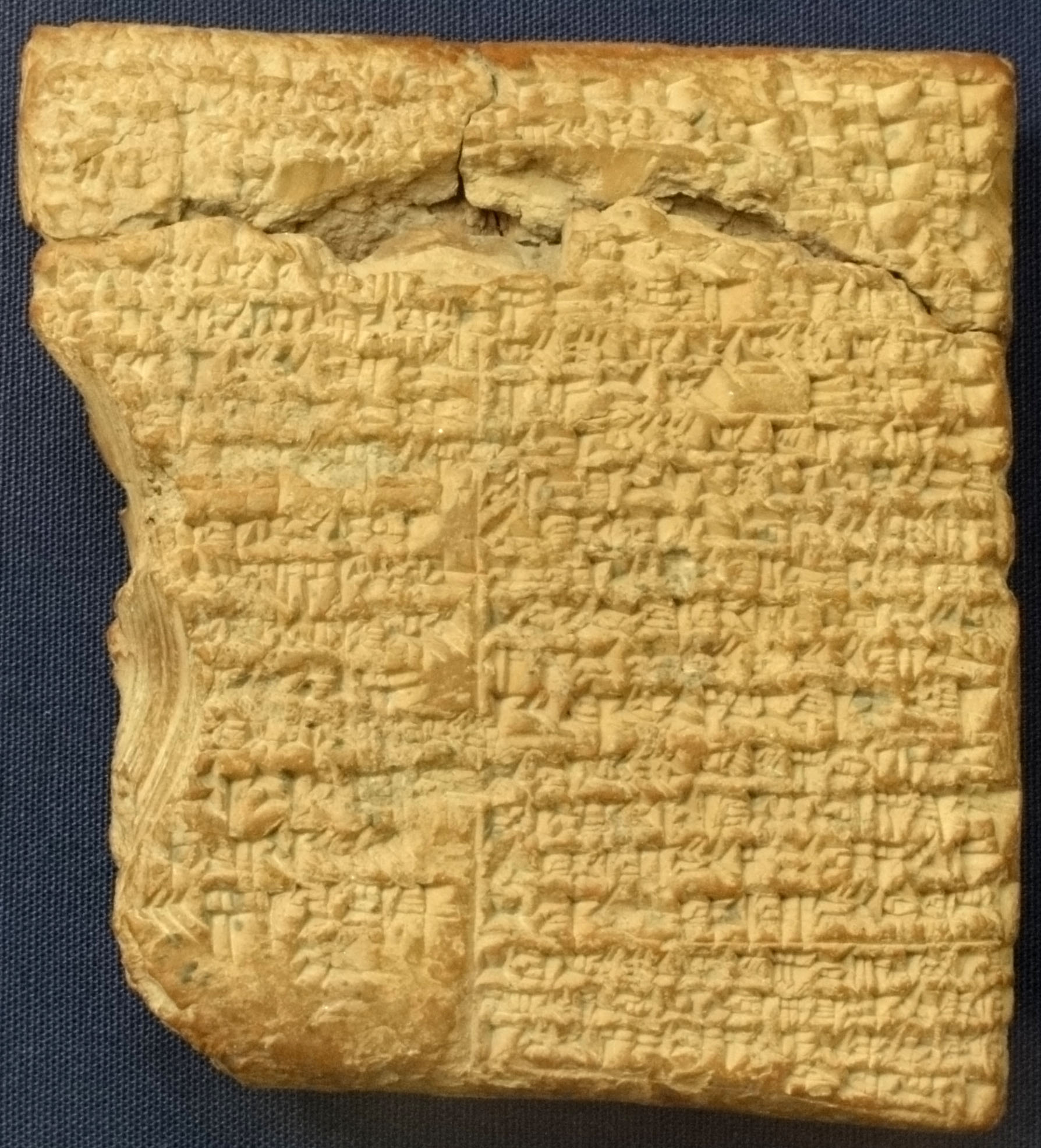
Правила игры в Ур.

Царская игра Ура (известна также как Игра двадцати квадратов или Игра Ура) — древняя настольная игра для двух игроков, появившаяся в древней Месопотамии примерно в начале III тысячелетия до н. э. Предположительно, игра пользовалась популярностью на всём Ближнем Востоке того времени среди всех слоёв населения, а её доски находят даже в достаточно удалённых от Месопотамии регионах, таких как Крит и Шри-Ланка.
Со временем «царская игра Ура» приобрела связь с религией: стало считаться, что во время партии игрокам показывается их будущее или передаются послания от божеств. Игра оставалась популярной до Поздней Античности, когда она либо превратилась в раннюю форму нардов, либо была вытеснена ими. Со временем её забыли практически всюду, за исключением поселений кочинских евреев в Индии, продолжавших играть в неё до начала массовой эмиграции в Израиль в 1950-х годах.
Своё современное название игра получила после открытия её английским археологом Леонардом Вулли во время раскопок царского кладбища Ура в 1922—1934 годы. Впоследствии копии игры обнаружены другими археологами в разных районах Ближнего Востока. Правила игры по состоянию на II век до н. э. отчасти известны благодаря обнаруженной вавилонской глиняной табличке, текст которой написан писцом Итти Мардук-балату; однако в табличке не описан путь движения фишки на доске. Цель игры состояла в том, чтобы переместить семь своих фишек на другой конец доски; при этом движения определялись бросками тетраэдрических «костей».
Как и в нардах, игровой процесс основывался как на стратегическом мышлении, так и на удаче.
На основании этого текста и формы игрового поля один из кураторов Британского музея Ирвинг Финкель предложил возможный вариант правил для магазина при музее. Другие варианты правил были предложены Мюрреем, Мастерсом, Майерсом и другими.